# Adelogorgia telones
Adelogorgia telones is een zachte koraalsoort uit de familie Gorgoniidae. De koraalsoort komt uit het geslacht Adelogorgia. Adelogorgia telones werd in 1979 voor het eerst wetenschappelijk beschreven door Bayer. 